# ドグラ・マグラ
『ドグラ・マグラ』は、探偵小説家夢野久作の代表作とされる小説で、構想・執筆に10年以上の歳月をかけて、1935年に刊行された。小栗虫太郎『黒死館殺人事件』、中井英夫『虚無への供物』と並んで、日本探偵小説三大奇書に数えられている。
作中、「ドグラ・マグラ」の原義は、作中では切支丹バテレンの呪術を指す長崎地方の方言とされたり「戸惑う、面食らう」や「堂廻り、目くらみ」がなまったものとも説明されているが、詳しくは明らかになっていない。

## 概要
1935年（昭和10年）1月、松柏館書店より書き下ろし作品として刊行され、「幻魔怪奇探偵小説」という惹句が付されていた。夢野久作は、作家デビューした1926年に、精神病者に関する小説「狂人の解放治療」を書き始めた。これがのちの『ドグラ・マグラ』であり、10年近くの間、徹底的に推敲をおこなった。この作品を発表した翌年、夢野は死去している。
1926年（大正15年）、九州帝国大学医学部精神病科の独房に閉じ込められた、記憶喪失中の若き精神病患者の物語（と思われる）で、彼の一人称「わたし」で語られていく。彼は過去に発生した複数の事件と何らかの関わりがあり、物語が進むにつれて、謎に包まれた一連の事件の真犯人や動機、犯行手口などが次第に明かされていく。
と、一見、既存の探偵小説の定石に沿っているかのように見えるため、便宜上「探偵小説」に分類されることがほとんどだが、探偵小説の型をあきらかに逸脱していて、「アンチミステリー」の一つと見做されることも多い。
殺人事件そのものはむしろシンプルだが、冒頭に記された巻頭歌のほか、胎内で胎児が育つ10か月のうちに閲する、数十億年の万有進化の大悪夢の内にあるという壮大な論文「胎児の夢」（エルンスト・ヘッケルの反復説を下敷きにしている）や、「脳髄は物を考える処に非ず」と主張する「脳髄論」、入れられたら死ぬまで出られない精神病院の恐ろしさを歌った「キチガイ地獄外道祭文」など、学術論文的なものが入れ子構造で肉付けされていて、構成は複雑である。
作中に「内容が複雑なため、読者は最低二度以上の再読を余儀なくされる」「ドグラ・マグラ」なる書物が登場するなどメタフィクション的な部分もあり、また、犯人も真相、真実も明言はされておらず、探偵小説、ミステリーに当然そなわっている論理的解決は見送られている。
一度の読了で、作品の真相、内容を理解することは困難とされる一方、その複雑、狂気的、難解な内容、構成のために、途中で挫折する読者が多いといわれている。

## あらすじ
見知らぬコンクリートの一室に目覚めたわたしは、自分が誰でなぜここにいるのか分からない。そこに現れた若林という法医学者の説明によれば、ここは九州帝国大学の医学部精神病科の病棟で、今は大正15年11月20日、ひと月前に自殺した正木博士なる奇人天才型の精神医学者が、わたしが生まれたときからわたしをある実験台にしているのだという。わたしは、隣室にいるわたしの従妹にして婚約者だという美少女と会わされるが（その娘を半年前の式の前日にわたしは絞殺したのだという）、それでも何も思い出せない。正木博士の遺志を継いでいると自ら語る若林教授は、わたしが何者か思い出させるためだといって、正木博士の部屋で、正木博士の残した文書をわたしに読ませる。
１つめは、博士が諸国放浪時に木魚を叩き唄いながら、現代のおそろしい精神病者の扱いと文明を批判した「キチガイ地獄外道祭文」。２つめは、精神病者の新しい治療場を構想した「地球表面は狂人の一大解放治療場」。３つめは、脳髄は全身全細胞の情報交換所にすぎないとし、近代の脳髄崇拝を批判した「絶対探偵小説　脳髄は物を考える処に非ず」。４つめは、胎児は体内にいる10か月のあいだに生物進化を反復しその夢を見ていると述べる「胎児の夢」。そして５つめは、「空前絶後の遺言書」で、それによれば、従妹にして許嫁の呉モヨ子を絞殺したと疑われる若者呉一郎は、その２年前にも実母を絞殺した容疑があった。解剖を担当した若林医師は、別の少女の遺体をモヨ子に仕立て、本当のモヨ子を蘇生させていたが、一郎が犯人だとは思えず、真犯人は、「ちょっとした刺激で人間は祖先にあったものがよみがえる」という正木博士の「心理遺伝」の説と同じ方法で、ある刺激を一郎に与えることによって、一郎の中にひそむ祖先の記憶をよみがえらせ、そうして一郎をして殺人に走らせたのではないか、だからその刺激を与えた人物を一郎が思い出せば真犯人がつきとめられるのではないか、そのために正木博士に一郎の精神鑑定を頼みにきたとあった。事実、一郎は一度絞殺したモヨ子の姿を写生していたというのだが、呉家には大昔、死んだ美しい愛妻の姿を巻物に写しとっておこうとしたものの、写し終わらぬうちに死体が腐乱しだしたため狂死した当主がいたとの言い伝えがあった。
……わたしがそれらを夢中になって読み終わると、目の前に座っていたのは死んだはずの正木博士であった。聞けば今日は10月20日なのだという。窓外の解放治療場を見ると、自分にそっくりな呉一郎と思しき青年の姿が見える。
正木博士によれば、かつて玄宗皇帝に召し抱えられていた呉青秀という名画工が、失政はなはだしき皇帝をいさめるために、美貌の愛妻を同意の上に絞殺してその腐り行く姿を巻物に写し、人と栄華のはかなさを皇帝に訴えようとしたものの、皇帝が死んだために無駄になったので発狂、のち亡き妻の妹とそのあいだに生まれた男の子とその絵巻物とを北九州に伝え残したという。わたしがその絵巻物を見せられると、そこに描かれた死体の女は先ほどの隣室の美少女にそっくりであった。
わたしは、呉一郎にこの絵巻物を見せた者をつきとめると博士に宣言する。しかし博士はそれを制止する。押し問答の末。博士は自分が犯人であると告白する。
博士はこう語る。WとMは学生時代からのライバルで、ふたりとも20年前、呉家のこの巻物に学問的な関心を寄せていた。そのために一郎の母呉千世子に言いよったのも同じで、やがてどちらの子か分からないが、千世子に一郎が生まれた。これにより呉家の男子が発狂するかが実験できるということになったのだった。2年前、千世子が殺されたのは、彼女の姉呉八代子が一郎をひきとれば、おそらく八代子の娘呉モヨ子と結婚することが見込まれ、いよいよ実験のお膳立てができるからだった。
それを聞いたわたしは泣いて正木博士をなじり、博士も涙して部屋を出ていってしまう。そして一人部屋に残ったわたしも、先の絵巻物の長い白紙の続く最後に、「正木一郎母千世子」との署名のついた歌を発見し、平静を失い、街へ飛び出してしまう。しかし、やがてまた教授室に戻ってくると、そこにあったのは、10月20日づけの号外で、正木博士の自殺と、その前日にここで起こった入院患者呉一郎の狂乱発作による惨殺事件が報道されていた。
わたしは1か月前に正木博士に聞いた話と、今日とをごちゃまぜにしているのだろうか？　いまだ自分が呉一郎とは思い出せぬわたしが駆けだしたとき、闇の中に見えたのは笑う呉青秀の姿だった。

## 登場人物
わたし

「ドグラ・マグラ」の語り部の青年。眠りから目覚めたのち、若林鏡太郎と名乗る男から、ここは九州帝国大学の精神病科の病室であると聞かされる。自身は記憶を失っており、自分の名前すらわからない。若林博士の言葉によると、呉一郎が起こした2つの殺人事件の謎を解く鍵は彼の失われた記憶の中にあるらしい。次第に、自分は呉一郎ではないかと思い始める。
呉一郎
この物語の鍵となる最重要人物で20歳の青年。美青年で学校の成績もよかった。「わたし」と同一人物であるかが作品の鍵。
呉モヨ子
呉一郎の従妹にして許嫁の美少女。「わたし」の隣の病室に入っている狂少女こそがモヨ子だ、と「わたし」は聞かされる。
呉八代子
呉一郎の伯母で、モヨ子の母。
呉千世子
呉一郎の母で、八代子の妹。
正木敬之
九州帝国大学精神病科教授。従六位。「狂人の解放治療」なる計画の発起人。学生時代から常人の理解を超越した言動で周囲を驚かせてきたが、すべては「狂人の解放治療」を見据えてのことだったらしい。若林博士の言葉によると、「わたし」が目覚める1か月前に自殺したらしい。短躯、酒好きな天才型人物のようである。
若林鏡太郎
九州帝国大学法医学教授。正木教授とは学生時代の同級生。「わたし」の記憶が戻るようにと色々と取り計らってくれているようである。結核を患っている。正木と対照的に、長身で冷たい外見の秀才型のようである。
呉青秀
呉家の祖先で、唐時代の画家。若くして天才と称せられた。玄宗皇帝を諫めるために、自らの夫人を殺して死体が腐ってゆく様子をスケッチし、絵巻物（九相図）にするという常軌を逸した行動に出、その絵巻物が、事件の鍵となる。

## 評価
江戸川乱歩は、この作品に対し「わけのわからぬ小説」と評した。一方で、乱歩が監修したハヤカワ・ポケット・ミステリ版には「夢野久作の代表作であるばかりでなく、戦前の変格探偵小説の一頂点といってもいい作品だろう」と表している。鶴見俊輔は「作者の親子関係が集約されているもの」と分析している（作者の父杉山茂丸は政界の黒幕といわれた玄洋社の傑物）。また「本書を読破した者は、必ず一度は精神に異常を来たす」と謳われることも多い。

## 映画
1988年10月15日公開。松田洋治が若き精神病患者の役を、桂枝雀が正木博士役を、室田日出男が若林博士役をそれぞれ演じた。無謀な映画化とも言われたが、長大で複雑な物語を上手く整理しまとめ上げており、おおむね評価は高く、この映画版を見て初めてそういう話だったのかと理解したという人も多かったという。
ただし、一面的な解釈にすぎない、枝葉の部分を整理してわかりやすくまとめたため（上映時間の兼ね合いもあったと言われている）、原作の持っている混沌とした独特の空気感というようなものをうまく捉えられていないという批判もあった。
出演者の演技については複雑な背景を上手く演じているとして評価する声が多く、特に、桂枝雀の怪演を賞賛する人々は多い。
DVDは2004年発売の『松本俊夫全劇映画DVD-BOX』に収録されたあと、単品でも発売されている。

### 出演
- 正木博士 - 桂枝雀
- 若林博士 - 室田日出男
- 呉一郎 - 松田洋治（幼少期：反田孝幸）
- 呉モヨ子 - 三沢恵里
- 呉八代子 - 江波杏子
- 呉千世子 - 小林かおり
- 新聞記者 - 森本レオ
- 仙五郎 - 灰地順
- 警察署長 - 渡辺文雄
- 刑事 - 飯島大介
- 大学の小使 - 北見治一
- 人形操演 - ホリ・ヒロシ
- その他の出演者 - いか八朗、長江英和

### スタッフ
- 監督 - 松本俊夫
- 原作 - 夢野久作
- 脚本 - 松本俊夫、大和屋竺
- 撮影 - 鈴木達夫
- 美術 - 木村威夫、斉藤岩男
- 音楽 - 三宅榛名
- 照明 - 海野義雄
- 録音 - 菊地進平
- 編集 - 吉田博
- 助監督 - 佐々木伯
- 製作担当 - 長田忠彦
- 特殊造型 - 江川悦子
- 視覚効果 - 中野稔（デン・フィルム・エフェクト）
- MA - アオイスタジオ
- 現像 - IMAGICA
- スタジオ - にっかつ撮影所
- プロデューサー - 柴田秀司、清水一夫
- 製作 - 活人堂シネマ、都市環境開発株式会社

## OVA
奇志戒聖を脚本、監督に迎え、ティー・オーエンタテインメントによって舞台を未来の宇宙に置き換えてCGアニメーション化された。ドグラ・マグラは舞台となる宇宙船の名前となっていて、多義的解釈可能な結論の解釈のうちの一つを拡張した案を基にSFパニックものとして再構築し、ストーリー展開は「胎児の夢」のSF要素的な解釈となっている。

### キャスト
- 正木敬之：小原雅一
- 若林鏡太郎：松本保典
- 藤堂英作：西田紘二
- 呉一郎：上村友二
- 呉モヨ子：儀武ゆう子
- 呉千世子：沙倉えみ
- 呉青秀：上村友二
- 黛：儀武ゆう子
- 芬芳：芦澤亜希子
- 甘粕藤汰：山口清裕
- その他：杉山滋美、桐木仁、木村徹

### スタッフ
- 監督：奇志戒聖
- 脚本：奇志戒聖
- 音響監督：千田和宏
- 効果：浦畑将
- 調整：原子内利彦
- 音楽：千田和宏
- メカニカルデザイン・モデリング協力：渡辺哲也
- プロデューサー：紙谷零
- エグゼクティブプロデューサー：小山倫良
- 製作：ティー・オーエンタテインメント

### 主題歌
「たとえ君が壊れたとしても」
作詞 - 奇志戒聖 / 作曲・編曲 - 千田和宏 / 歌 - 儀武ゆう子

## その他
- 製作の過程や思案の様子が『夢野久作の日記』（葦書房、1976年）に記されている。
- 角川文庫版の旧版の裏表紙の文章に「自費出版された」という記述があるが、ちくま文庫版の解題によるとこれは誤りで、実際は次作『梅津只圓翁伝』の方が自費出版だった、本作の印税の大部分が『梅津只圓翁伝』の製作費に当てられた、という。なお、後の版ではこの文章は改稿され、自費出版のくだりは削除されている。
- 早川書房のハヤカワ・ポケット・ミステリ、角川文庫、ちくま文庫（『夢野久作全集』）、講談社文庫など各社から刊行されている。角川文庫版のカバーイラストは米倉斉加年によるものである。
- 演劇では高取英脚色・演出　J・A・シーザー音楽で、1995年と1996年に月蝕歌劇団により上演された（1996年にはロシア公演も行われている）。
- 1986年には、北村昌士が中心となって結成されたYBO2がデビューシングルとしてDoglamaglaを発売。作中の文章をそのまま歌詞として使用している。
- 2003年にはPhilippe Picquier社よりフランス語訳（Patrick Honnoré訳）が刊行された。また、台湾では『脳髄地獄』の題名で中国語版の翻訳が出版されている。
- 2006年には、PENICILLINのHAKUEIと千聖の期間限定ユニットnanoによって映像作品化された（リリースしたCDシングルとアルバムの付属DVDとして。全8話）。
- 2008年には「まんがで読破」シリーズ（イースト・プレス）から漫画化されている。原作は結論が（あるいは全編にわたり）多義的解釈が可能なのに対して、この漫画版はそのありえる解釈のうちの一つを拡張した案を採用しており、多義的解釈を許さないストーリーになっている。
- 2009年にはサークル“ああかむ”より、本作中の「キチガイ地獄外道祭文」全文が“脳髄ヒーリングミュージック”としてCD化されている。
- 作中に登場する「カチューシャかわいや わかれのつらさ」という文句は「カチューシャの唄」の歌詞である。